# Chlewiska (województwo lubelskie)
Chlewiska – wieś w Polsce położona w województwie lubelskim, w powiecie lubartowskim, w gminie Lubartów.
| SIMC    | Nazwa       | Rodzaj    |
| ------- | ----------- | --------- |
| 0993923 | Za Wieprzem | część wsi |

Wieś szlachecka położona była w drugiej połowie XVI wieku w powiecie lubelskim województwa lubelskiego. 
W latach 1975–1998 miejscowość administracyjnie należała do ówczesnego województwa lubelskiego.
Wieś stanowi sołectwo gminy Lubartów. Według Narodowego Spisu Powszechnego (III 2011 r.) wieś liczyła 355 mieszkańców.
Wierni Kościoła rzymskokatolickiego należą do parafii św. Anny w Lubartowie.